# Caleta Boungainville
La caleta Boungainville (51°31′S 58°08′O / -51.517, -58.133)  es una entrada de mar que se encuentra en el noreste de la isla Soledad del archipiélago de las Malvinas. Administrativamente pertenece al departamento Islas del Atlántico Sur de la provincia de Tierra del Fuego, Antártida e Islas del Atlántico Sur.
Esta caleta se localiza sobre la costa sur de la península de San Luis, en el rincón noroccidental de la bahía de la Anunciación y en la extremidad noroeste de la rada Ciervo.
Además se ubica al noreste del  Puerto Soledad (ó Pto. San Luis), al noroeste de la isla Larga y al este de la ensenada Chabot.
Como muchos topónimos de la zona de la Bahía de la Anunciación, su nombre es de origen francés, y recuerda a Louis Antoine de Bougainville, que fundó Port Saint Louis en abril de 1764.